# Мозамбички национални отпор
Мозамбички национални отпор (порт. Resistência Nacional Moçambicana, RENAMO) је конзервативна странка која делује у Мозамбику. Њен председник је Афонсо Длакама.
РЕНАМО је основан 1975. након стицања независности Мозамбика. Будући да је на власт у Мозамбику дошао комунистички ФРЕЛИМО на челу са Самором Машелом, тајне службе суседне Родезије помогле су антикомунистичким групама да се организују у РЕНАМО и покрену герилску борбу против власти у Мапуту. Сем тога Ијан Смит је помагао РЕНАМО, јер је Мозамбик пружао подршку герилцима Афричког националног савеза Зимбабвеа, који су се борили против Смитове расистичке владе.
Први вођа РЕНАМО-а Андре Матсангаиса погинуо је 1979, а наследио га је Афонсо Длакама. Током грађанског рата 1980-их, РЕНАМО је примао помоћ и од расистичке владе у Јужној Африци.
Грађански рат је окончан 1992. године потписивањем мировног споразума. Борци РЕНАМО-а положили су оружје, а организација се трансформисала у савремену политичку странку.
РЕНАМО тренутно држи 89 од 250 посланичких места у парламенту Мозамбика.

## Бивше заставе
- Прва застава РЕНАМО-а
- Друга застава РЕНАМО-а